# Göta Ark (1634)
Le Göta Ark était un navire royal et un navire de guerre construit sur l'ancien chantier naval de Göteborg. Lancé en 1634, il était équipé de 72 canons. 
Il a été le navire amiral de Claes Bielkenstierna en 1644 et a participé à la bataille maritime de Kolberger Heide.